# 1996년 세계 리듬 체조 선수권 대회
틀:세계 체조 선수권 대회 정보
제20회 세계 리듬 체조 선수권 대회는 국제 체조 연맹(FIG) 주관으로 1996년 6월 19일부터 23일까지 헝가리 부다페스트에서 열린 리듬 체조 국제 대회이다.